# Iwanowskoje (markowskij sielsowiet, rejon wołogodzki)
Iwanowskoje (ros. Ивановское) – wieś w Rosji, w rejonie wołogodzkim obwodu wołogodzkiego. W 2021 r. liczyła 1 mieszkańca.